# Diocèse de Carpi
Le diocèse de Carpi (en latin : Dioecesis Carpensis ; en italien : Diocesi di Carpi) est un diocèse de l'Église catholique en Italie, suffragant de l'archidiocèse de Modène-Nonantola et appartenant à la région ecclésiastique d'Émilie-Romagne.

## Territoire
Il est situé dans la province de Modène dont l'autre fraction est dans le diocèse de Reggio d'Émilie-Guastalla et les archidiocèses de Modène-Nonantola et Bologne. Il possède la municipalité de Rolo dans la province de Reggio d'Émilie. Son territoire couvre 415 km2 divisé en 39 paroisses regroupées en 8 archidiaconés. L'évêché est la ville de Carpi où se trouve la cathédrale de l'Assomption.

## Histoire
L'Église de Carpi est mentionnée pour la première fois dans deux bulles de 1113 et 1123, dans lesquelles l'église paroissiale de Santa Maria est exemptée de la juridiction épiscopale de l'évêque de Reggio et sous exemption. L'indépendance et les privilèges associés, cause de discorde avec l'église de Reggio, sont confirmés et explicitement reconnus par les papes, en particulier Grégoire VII et Urbain II. 
Sur l'instance de la seigneurie de Carpi, les papes Jules II et Léon X, par les bulles Vice illius du 1er février 1512 et Romani Pontificis du 1er mai 1515, élargissent le territoire de la prélature territoriale en soustrayant certaines paroisses du diocèse de Modène, de l'abbaye de Nonantola et du diocèse de Reggio d'Émilie. Les archiprêtres reçoivent les facultés ordinaires des évêques ; et certains d’entre eux ont également le caractère épiscopal ad personam.
La prélature territoriale est érigée en diocèse par le pape Pie VI le 1er décembre 1779 avec la bulle Inter plurimas et nommé suffragant de l'archidiocèse de Bologne. Le premier évêque est Francesco Benincasa de Sassuolo , qui est le dernier archiprêtre. En 1821, le territoire des communes actuelles de Concordia sulla Secchia, Mirandola et San Possidonio sont agrégées du diocèse de Reggio d'Émilie. En 1872, la paroisse de Rolo est annexée à la prélature. 
En 1855, Modène est élevé au rang de siège métropolitain et Carpi devient l'un de ses suffragants. Les années de la Seconde Guerre mondiale et de l'après-guerre ont été troublées, mais voit l'exemple chrétien caritatif de nombreuses personnalités, notamment d'un point de vue social. Mgr Dalla Zuanna s'engage personnellement pour éviter le massacre de civils et fait de son mieux pour aider les prisonniers.
Le 25 mars 1949, par la lettre apostolique Geminae sanctitatis, le pape Pie XII proclame saint Bernardin Realino patron principal de la ville et du diocèse, avec saint Bernardin de Sienne. En 2008, le musée diocésain d'art sacré est inauguré sous le nom de musée cardinal Rodolfo Pio et ouvert au public dans l'église de Sant'Ignazio à Corso Fanti, à côté du séminaire. Carpi et son diocèse ont reçu la visite de six papes : Grégoire VII en 1077, Pascal II en 1106, Lucius III en 1181, Jean-Paul II en 1988, Benoît XVI en 2012, et François en 2017.

## Sources
- (en) Catholic-Hierarchy

- (it) Cet article est partiellement ou en totalité issu de l’article de Wikipédia en italien intitulé « Diocesi di Carpi » (voir la liste des auteurs).

### Articles liés
- Liste des diocèses et archidiocèses d'Italie
- Église catholique en Italie